# 奉俊昊
奉俊昊（韓語：봉준호，1969年9月14日—），韓國電影導演、製片人與編劇。他的電影著重強調社會議題，犯罪懸疑和突然的黑色幽默。他早年首先透過黑色喜劇《綁架門口狗》（2000年）獲得一批邪典電影追隨者，直到後來他拍攝口碑與票房皆獲得巨大成功的驚悚犯罪電影《殺人回憶》（2003年），怪物電影《駭人怪物》（2006年），科幻動作片《末日列車》，黑色喜劇片《玉子》（2017年）和獲得奧斯卡金像獎最佳影片的心理驚悚片《寄生上流》（2019年），《駭人怪物》曾是韓國票房收入最高的電影之一，其中《寄生上流》是歷史上票房最高的韓國電影。
奉的所有電影都是在韓國製作的，儘管《末日列車》和《玉子》大多台詞都是英語。他有兩部電影分別於2017年與2019年在坎城影展公布，《玉子》和《寄生上流》 ; 後者獲得了金棕櫚獎，這是首次獲得金棕櫚獎的韓國電影。《寄生上流》 還成為首部獲得奧斯卡金像獎提名的韓國電影，奉俊昊最終獲得了第92屆奧斯卡金像獎的最佳影片、最佳國際影片，最佳導演和最佳原創劇本，使《寄生上流》 成為第一部獲得最佳影片的非英語的電影。在2017年，奉俊昊被列入Metacritic的21世紀25名最佳電影導演名單。在2020年，奉被列入時代雜誌「年度名單100名最具影響力人物」和彭博社前五十大人物。

## 早年生涯
1969年9月14日，奉俊昊出生於韓國大邱廣域市，是家中四兄妹中最小的一個。他的父親奉相均（1932-2017）是一名平面設計師，曾在曉星女子大學應用藝術系擔任教授。他的母親朴素英是知名小說家朴泰远的女兒。他的哥哥奉俊秀和他的姐姐奉智熙分別是首爾大學的英語系教授和朝鮮大學時尚造型師系的教授。
奉俊昊從小就受父親的職業影響，對視覺設計產生深刻的天賦。他跟媒體談到過往時說：
|                             | 「在我父親的房間裡，有著從國外購買的設計書，藝術畫本和寫真集。我也看到了很多關於父親如何處理海報顏色和顏料的知識。」 |
| ——韓國時報文章2020年1月16日 | |

當他在中學時，他決定成為一名電影導演，並把青年時期的自己定義為「電影狂熱者」。儘管他對電影充滿熱情，但由於與父母之間的分歧，他進入大學後並沒有主修電影導演。 1988年，他進入延世大學社會學系就讀，並擔任電影俱樂部成員。他曾是楊德昌，侯孝賢和今村昌平的粉絲。
1994年，他在電影促進委員會所屬的韓國電影學院完成了11門導演專業課。在為期兩年的課程中，他拍攝許多16毫米短片。他在1993年憑藉畢業的短片《白色人》首次亮相，並在溫哥華和香港國際電影節上放映了他的後兩部作品《幀中的回憶》和《支離破碎》。2001年奉俊昊擔任同為導演的朋友張俊煥的攝影師，他與朋友們合作創作多部作品。除了拍攝張俊煥的短片《A Hat》外，他還是《來自天地的聲音》和《葡萄籽之戀》的助理導演。

## 演藝事業

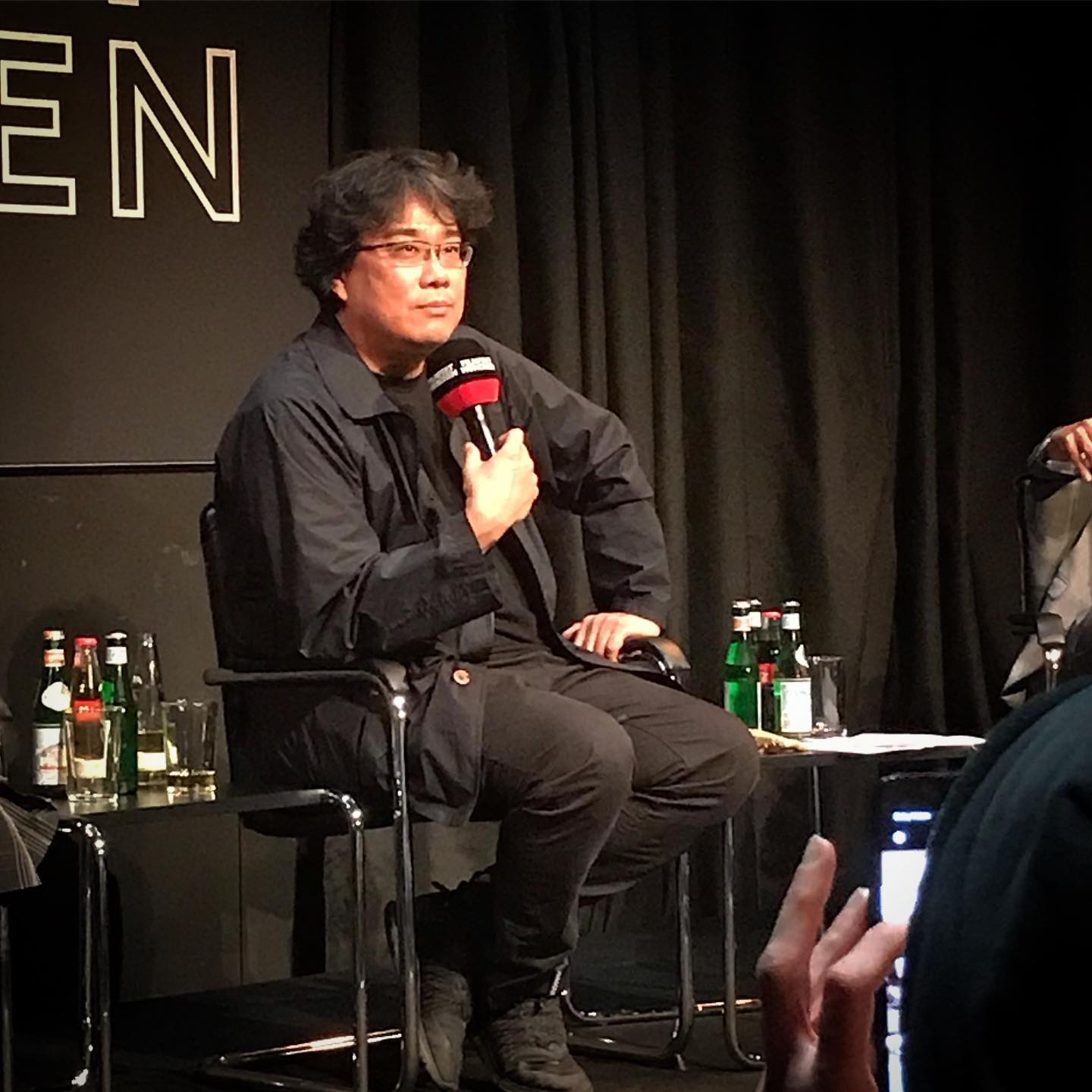
奉俊昊在2014年的慕尼黑电影节上

2000年，《绑架门口狗》作為他的长篇处女作。2003年，他執導了《殺人回憶》，這部作品改编自真人真事華城連環殺人案，講述十幾件連環殺人事件，上映當時吸引了五百万人觀看。奉俊昊也因此被譽為當年度最佳導演，以及獲得國際賞識。
他的第三部作品是2006年上映的電影《駭人怪物》，打破了大韓民國電影史賣座諸多記錄。而这部作品的構思是源自奉俊昊對於韓國在1990年代後期所發生的一連串事件的感悟，這些場景都完整的呈現在作品裡。
2019年5月，奉俊昊的《寄生上流》在第72届戛纳电影节上夺得金棕榈奖。奉俊昊由此成为首度获此殊荣的韩国导演。这是金基德2012年凭《圣殇》获威尼斯金狮奖、李滄东2010年凭《生命之詩》获戛纳最佳剧本奖后韩国导演再次在三大国际电影节中捧得大奖。《寄生上流》同時拿下第77屆金球獎、第73屆英國電影學院獎的最佳外語片，其本人亦獲提名金球獎和英國電影學院獎的最佳導演，並最終獲得後者。
2019年12月19日，大韩民国文化体育观光部授予奉俊昊「银冠文化勋章」。
2020年2月9日，《寄生上流》在第92屆奧斯卡金像獎同時拿下最佳影片、最佳導演、最佳原創劇本，以及最佳國際影片等四項大獎。这是史上首部获得奥斯卡奖最佳影片獎、最佳原创剧本奖的亞洲電影及外語电影，而奉俊昊成为第一位得到最佳導演的韩国人。

## 電影風格與靈感來源
奉俊昊在童年時期於韓國電視上觀看了《黑人奧菲爾》（1959），這部電影對他造成巨大影響。當他在電影學校進修時，奉俊昊觀賞《生活三部曲》（1982–2002）。他的主要電影靈感來自於吉勒摩·戴托羅，其中《惡魔的脊椎骨》（2001）與《羊男的迷宮》（2006）是他最喜歡的作品。大島渚也是他喜愛的創作者，奉俊昊將大島渚形容為「最富爭議性的電影大師。」奉俊昊同時也尊崇馬丁·史柯西斯，在他透過《寄生上流》贏得第92屆奧斯卡最佳導演時，將史柯西斯奉為他的主要靈感來源之一。他與演員一起工作的過程是盡量使他們感到輕鬆，並在表演時給予他們很大的自由，甚至允許他們即興創作。奉俊昊評論說，他不喜歡「指導演員」一詞，因為他認為「表演是演員的工作，並且這不是我能去指導的」。
奉的電影劇情經常圍繞底層人物在大環境下的掙扎，以及對於資本主義、階級制度或體制腐敗等社會議題的反諷。水道管線、幽閉的室內空間以及雨夜場景也是常見的影像符號。他最標誌性的敘事手法是在劇情片、黑暗犯罪、黑色幽默或鬧劇幽默多種元素之間突如其來的風格切換（有時在不同的片段銜接時），這種手法的運用對奉俊昊來說是渾然天成的。在第42屆多倫多國際影展的TIFF大師班上，奉俊昊說：「我從來不會有意識地去切換電影的調性或加入幽默橋段，我從不會想著『哦，這段劇情的風格要產生變換或者這段劇情要變得很喜感』。在電影製作或編劇過程中，我從來不會刻意去這麼做。」奉俊習慣在電影中使用實景拍攝地點或特製的佈景，而不是電腦特效，甚至為了追求真實而在首爾下水道中拍攝《駭人怪物》（2006）。《殺人回憶》（2003年）創下了他使用實體拍攝景點的最高數量紀錄。
不同於其他導演容易拍攝大量素材，卻在後期剪輯掉許多廢棄片段，奉俊昊在拍攝電影前已經先在腦海裡構築好全部的分鏡畫面。在宣傳《末日列車》（2013年）的一次採訪中，演員艾德·哈里斯將奉的拍攝過程描述為「邊拍攝邊剪輯」。哈里斯還說：「如果我正在表演一個橋段，而且它只有幾頁劇本的長度，他將永遠不會以一套方式拍攝整個橋段。他會先拍攝幾段台詞，像是該橋段的第一步，然後他會轉過鏡頭拍攝我在那個橋段內做的事情，接著他會稍微改變鏡頭角度」。他還指出：「剪輯師正坐在表演現場，在表演場地的下邊有一座大帳棚，剪輯師會在裡面拿到即時拍攝到的影像。」參與《玉子》的演員丹尼爾·亨歇爾呼應哈里斯的觀點，稱讚奉俊昊「精確」、「他非常確定自己想要什麼」。亨歇爾繼續說道：「他只拍攝他將在剪輯中會使用到的內容。不進行任何掩飾。我以前從未像那樣工作過。你在拍攝之前就先為內容『減脂』，這非常大膽，因為當你進入剪輯階段時，如果缺少某些內容，你就失敗了。他為了拍這部電影已經精心計劃了四年。」
2012年，奉俊昊參加了當年的視覺與聲音電影投票。每十年舉行一次，以選出有史以來最偉大的電影，當代導演被要求選出他們所選擇的十部最佳電影。奉說：「這些電影對我個人的電影觀產生了最大的影響。」下面是他的選擇：
- 《悲情城市》（台灣，1989）
- 《X聖治》（日本，1997）
- 《冰血暴》（美國，1996）
- 《下女》（南韓，1960）
- 《驚魂記》（美國，1960）
- 《蠻牛》（美國，1980）
- 《歷劫佳人》（美國，1958）
- 《我要復仇》（日本，1979）
- 《恐懼的代價》（法國，1953）
- 《索命黃道帶》（美國，2007）

## 導演作品

### 長片
| 年分 | 片名       | 片名          | 導演 | 編劇 | 製片 | 備註           | 來源          |
| 年分 | 中文       | 韓文          | 導演 | 編劇 | 製片 | 備註           | 來源          |
| ---- | ---------- | ------------- | ---- | ---- | ---- | -------------- | ------------- |
| 1997 | 仙人掌旅館 | 모텔 선인장   | 否   | 是   | 否   | 同時是助理導演 | [ 17 ]        |
| 1999 | 幽靈       | 유령          | 否   | 是   | 否   |                | [ 18 ]        |
| 2000 | 綁架門口狗 | 플란다스의 개 | 是   | 是   | 否   |                | [ 19 ]        |
| 2003 | 殺人回憶   | 살인의 추억   | 是   | 是   | 否   |                | [ 20 ]        |
| 2005 | 南極日記   | 남극 일기     | 否   | 是   | 否   |                | [ 21 ]        |
| 2006 | 駭人怪物   | 괴물          | 是   | 是   | 否   |                | [ 22 ]        |
| 2009 | 非常母親   | 마더          | 是   | 是   | 否   |                | [ 23 ]        |
| 2013 | 末日列車   | 설국열차      | 是   | 是   | 否   |                | [ 24 ] [ 25 ] |
| 2014 | 海霧       | 해무          | 否   | 是   | 是   |                | [ 26 ]        |
| 2017 | 玉子       | 옥자          | 是   | 是   | 是   |                | [ 27 ]        |
| 2019 | 寄生上流   | 기생충        | 是   | 是   | 是   |                | [ 28 ]        |
| 2025 | 米奇17     | 미키 17       | 是   | 是   | 是   |                | [ 29 ]        |

### 短片
| 年分 | 片名                                     | 導演 | 編劇 | 備註          | 來源   |
| ---- | ---------------------------------------- | ---- | ---- | ------------- | ------ |
| 1994 | 白色人                                   | 是   | 是   | —             | [ 30 ] |
| 1994 | 幀中的回憶                               | 是   | 是   | —             | [ 31 ] |
| 1994 | 支離破碎                                 | 是   | 是   | —             | [ 32 ] |
| 2003 | 디지털 단편 옴니버스 프로젝트 이공(異共) | 是   | 是   | 싱크 & 라이즈 | [ 33 ] |
| 2004 | 거울에 비친 마음: 디지털삼인삼색         | 是   | 是   | 인플루엔자    | [ 34 ] |
| 2008 | 東京狂想曲                               | 是   | 是   | 흔들리는 도쿄 | [ 35 ] |
| 2011 | 3.11 A Sense of Home                     | 是   | 是   | 이끼          | [ 36 ] |

### 電視節目
| 年分      | 片名     | 導演 | 執行製作人 | 備註     | 來源   |
| --------- | -------- | ---- | ---------- | -------- | ------ |
| 2020–至今 | 末世列車 | 否   | 是         |          | [ 37 ] |
| 待公布    | 寄生上流 | 否   | 是         | 迷你影集 | [ 38 ] |

### 音樂錄影帶
| 年分 | 歌曲          | 藝人            | 來源   |
| ---- | ------------- | --------------- | ------ |
| 2000 | 단(但)        | 金敦奎(김돈규)  | [ 39 ] |
| 2003 | 외로운 가로등 | 韓英愛 (한영애) | [ 40 ] |

## 獲獎
- 2006年MBC大韩民国电影大奖，最佳導演獎
- 第11屆釜山國際電影節，特別導演獎
- 第五屆大韓民國電影大賞，最佳導演賞
- 第27届（2007年）波尔图国际电影节，最佳導演獎
- 2019年法國坎城影展，金棕櫚獎
- 第77屆金球獎，最佳外語片
- 第73屆英國電影學院獎，最佳原創劇本、最佳外語片
- 第92屆奧斯卡金像獎，最佳影片、最佳導演、最佳原創劇本、最佳國際影片等四項大獎

## 外部連結
- 奉俊昊在互联网电影资料库（IMDb）上的資料（英文）
- 奉俊昊在豆瓣上的资料（简体中文）
- The Bong Joon-ho Page（英文） （页面存档备份，存于）
- Korea Society Podcast: Q&A with Director Bong Joon-Ho about The Host （页面存档备份，存于）
- Interview with the director at KoreanFilm.org（页面存档备份，存于）. by Giuseppe Sedia